# Internazionali di Tennis Città di Rovereto 2023
Gli Internazionali di Tennis Città di Rovereto 2023 sono stati un torneo maschile di tennis giocato sul cemento indoor. È stata la 1ª edizione del torneo, facente parte della categoria Challenger 75 nell'ambito dell'ATP Challenger Tour 2023. Si è giocato al Circolo Tennis Rovereto di Rovereto, in Italia, dal 20 al 26 febbraio 2023.

## Partecipanti

### Teste di serie
| Nazionalità | Giocatore         | Ranking* | Testa di serie |
| ----------- | ----------------- | -------- | -------------- |
| Austria     | Jurij Rodionov    | 131      | 1              |
| Svizzera    | Dominic Stricker  | 153      | 2              |
| Italia      | Giulio Zeppieri   | 166      | 1              |
| Rep. Ceca   | Zdeněk Kolář      | 192      | 4              |
| Italia      | Matteo Gigante    | 194      | 5              |
| Giappone    | Kaichi Uchida     | 195      | 6              |
| Francia     | Antoine Escoffier | 201      | 7              |
| Belgio      | Joris De Loore    | 206      | 8              |

* Ranking al 13 febbraio 2023.

### Altri partecipanti
I seguenti giocatori hanno ricevuto una wild card per il tabellone principale:
- Gianmarco Ferrari
- Marcello Serafini
- Giulio Zeppieri

Il seguente giocatore è entrato in tabellone come special exempt:
- Titouan Droguet

Il seguente giocatore è entrato in tabellone come alternate:
- Raphaël Collignon

I seguenti giocatori sono passati dalle qualificazioni:
- Bu Yunchaokete
- Mathias Bourgue
- Marius Copil
- Stefano Travaglia
- Charles Broom
- Andrea Arnaboldi

I seguenti giocatori sono entrati in tabellone come lucky loser:
- Evgenij Donskoj
- Alejandro Moro Cañas

## Punti e montepremi
| Torneo    | Torneo              | V     | F     | SF    | QF    | 2T    | 1T  | Q | Q2  | Q1  |
| Singolare | Punti               | 75    | 50    | 30    | 16    | 7     | 0   | 4 | 2   | 0   |
| Singolare | Premi in denaro ($) | 9 880 | 5 820 | 3 450 | 2 000 | 1 165 | 720 | – | 360 | 185 |
| Doppio    | Punti               | 75    | 50    | 30    | 16    | –     | 0   | – | –   | –   |
| Doppio    | Premi in denaro ($) | 4 250 | 2 450 | 1 480 | 880   | –     | 500 | – | –   | –   |

## Campioni

### Singolare
Dominic Stricker ha sconfitto in finale  Giulio Zeppieri con il punteggio di 7–6(8), 6–2.

### Doppio
Victor Vlad Cornea /  Franko Škugor hanno sconfitto in finale  Vladyslav Manafov /  Oleg Prihodko con il punteggio di 6(3)–7, 6–2, [10–4].